# St.-Remberti-Stift

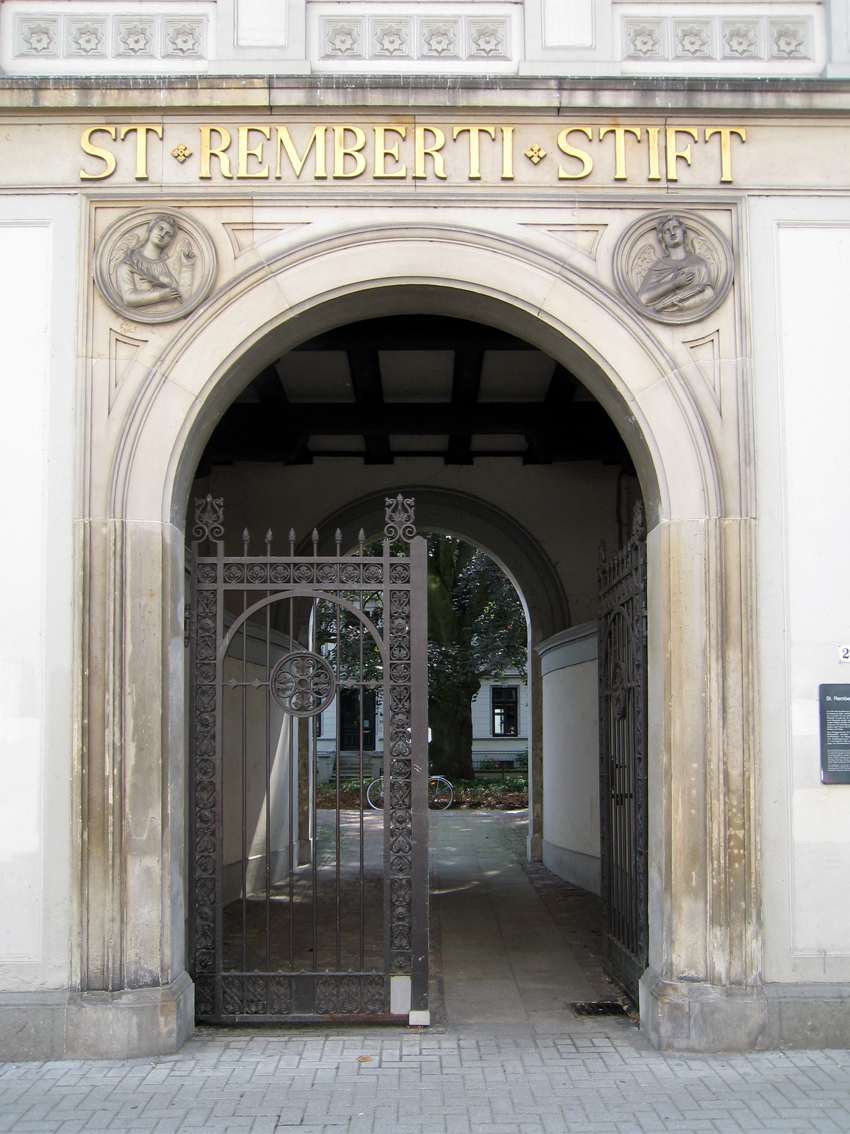
Tor zum St.-Remberti-Stift an der Rembertistraße

Das St.-Remberti-Stift in Bremen - Mitte ist die älteste erhaltene soziale Einrichtung Bremens und eine der ältesten Deutschlands.
Ursprünglich diente das spätestens 1305 gegründet Stift als Lepra-Hospital, später dann als Armenhaus und Altenheim. Heute ist das St.-Remberti-Stift eine Altenwohnanlage mit angegliedertem Pflegeheim.
Die Gebäude stehen seit 1973 unter Bremer Denkmalschutz.

## Geschichte
Im Mittelalter gab es in Bremen keine staatlich organisierte medizinische Versorgung, erst ab 1511 wurde ein Stadtphysikus – ein vom Rat der Stadt bezahlter Gemeindearzt – eingesetzt. Neben der Versorgung kranker Menschen durch Angehörige oder – bei wohlhabenden Bürgern – durch Bedienstete und Bader existierte lange Zeit nur eine Minimalversorgung durch christlich geführte Hospitäler (Vorläufer der heutigen Krankenhäuser), die zumeist als Herbergen für Pilger gegründet worden waren und die die Unterstützung notleidender und kranker Menschen als ihre religiöse Pflicht ansahen. In Bremen gab es das St.-Jürgen-Gasthaus (spätestens seit 1226), das St.-Gertruden-Hospital (seit 1366), und das St.-Ilsabeen-Gasthaus (seit 1499).
Aufgrund der schlechten hygienischen Zustände in der Stadt brachen immer wieder Cholera-, Pocken- und Pest-Epidemien aus, die viele Tote forderten wie in den Jahren 1350, 1464, 1521 oder 1577. Im 12. und 13. Jahrhundert trat in Europa zudem vermehrt die Lepra auf, die in Verbindung mit den Kreuzzügen gebracht wurde. Auch Bremer waren mit mehreren Schiffen an den Kreuzzügen beteiligt und gründeten zusammen mit Lübeckern bei Akkon ein erstes Feldhospital zur Versorgung kranker und verletzter Kreuzfahrer, aus dem später der Deutsche Orden hervorging. Als die Lepra auch in Bremen auftrat, beschloss der Rat um 1300 die Gründung eines Hospitals zur Pflege der Kranken, das St.-Remberti-Hospital.

### St.-Remberti-Hospital

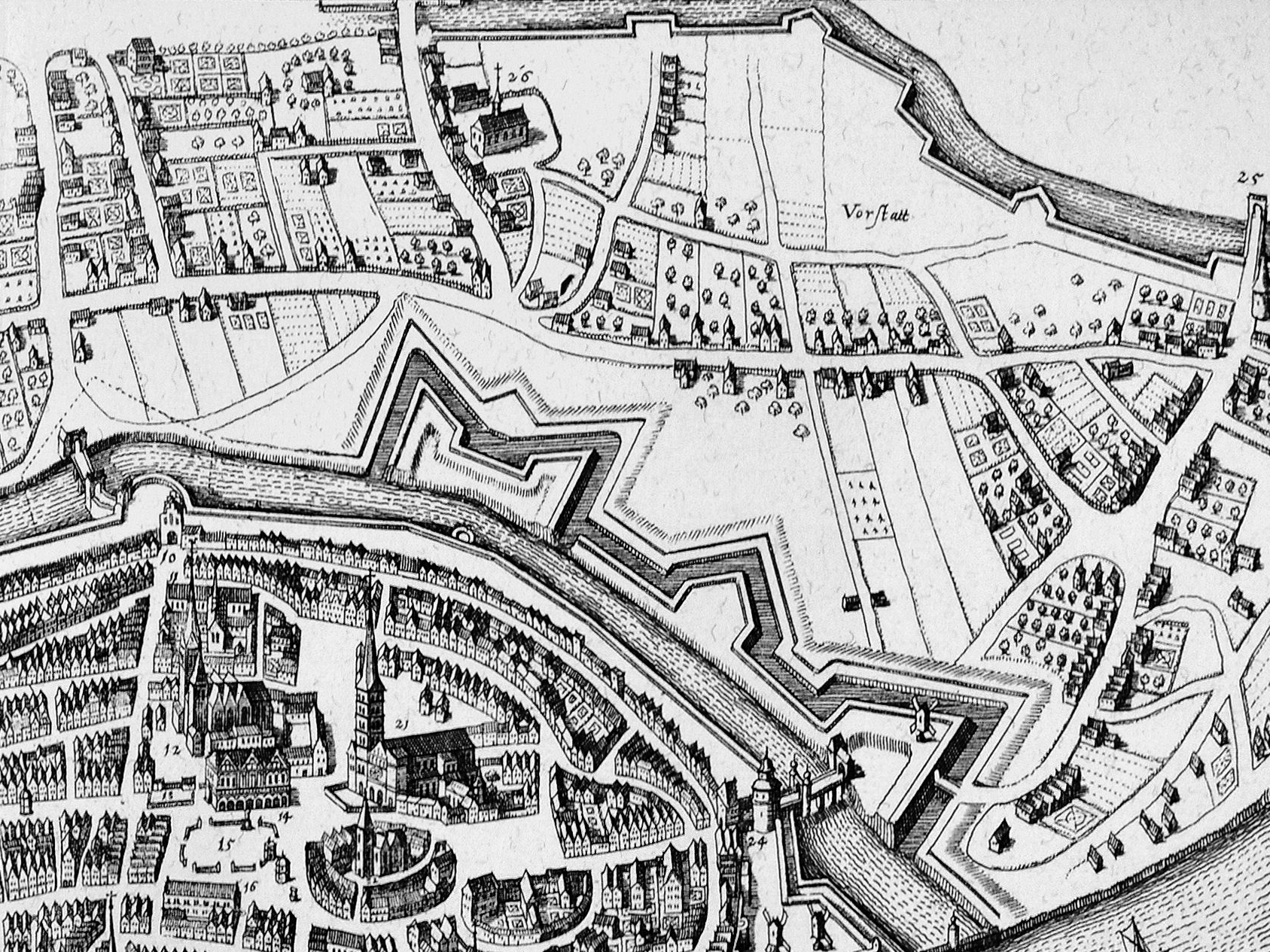
Rembertivorstadt mit dem Stift (Nr. 26) in der Stadtansicht von Matthäus Merian von 1641

Um die (vermeintlich hohe) Ansteckungsgefahr zu vermindern, wurde das Hospital außerhalb der Stadtmauern vor dem Bischofstor nahe dem Dorf Jericho angesiedelt. Der genaue Zeitpunkt der Gründung des Stifts ist ungewiss, da keine Gründungsurkunde überliefert ist. Möglicherweise bezieht sich eine Urkunde von 1226 bereits auf das Remberti-Hospital, der früheste direkte Beleg stammt von 1305, als der Kerckherr to Sunte Remberde eine Spende erhielt – das Stift muss somit zu diesem Zeitpunkt bereits bestanden haben. Benannt wurde die Stiftung nach Bischof Rimbert (830–888), der bereits im Mittelalter als Heiliger galt und wegen seiner besonderen Fürsorge für Arme und Kranke verehrt wurde.
Das Hospital bestand zunächst nur aus einigen einfachen Gebäuden und einer Kapelle. Um 1350 wurde das Hospital während der Erzbischofsfehde vermutlich zerstört, anschließend jedoch wieder aufgebaut. Anfang des 15. Jahrhunderts wurde die Kapelle durch eine erste kleine Stiftskirche ersetzt. Um 1410 bestand die Anlage aus der Kirche, einigen Häusern für die Kranken und einem Wirtschaftshof, der für die Versorgung des Stifts mit dem Lebensnotwendigen sorgte. Die Verwaltung des Stifts lag bei einem Vogt, der unter der Aufsicht (dem Patronat) des Rats stand, der durch zwei unbescholtene Vorsteher oder Spitalmeister (den Procuratores oder Provisores) vertreten wurde, jeweils einem Bürger und einem Ratsherrn, später musste sogar beide Vorsteher Ratsherren sein. Bekannte Vorsteher waren u. a. die Bürgermeister Johann von der Trupe, Heinrich Krefting, Hermann Wachmann und Wilhelm von Bentheim.
Die Priester des Stifts, die ebenfalls vom Rat berufen wurden, waren bis in das 16. Jahrhundert auch für die medizinische Betreuung zuständig. Das Stiftssiegel, das auf einer Urkunde von 1426 erhalten ist, zeigt Lazarus verbunden mit der Inschrift Sigillum Infirmiorum in Brema. Die Aufnahme, Behandlung und Verpflegung im Hospital war unentgeltlich. Eine Hausordnung (die in einer Abschrift aus dem 16. Jahrhundert überliefert ist) regelte detailliert die Rechte und Pflichten der Bewohner des Stifts, die teilweise ein Leben lang im Hospital blieben, da Lepra selten tödlich verlief, aber auch kaum Aussicht auf Heilung bestand.
Bis Mitte des 16. Jahrhunderts erfolgte keine Unterstützung des Stifts durch die Stadt. Finanziert wurde die Einrichtung vor allem durch Schenkungen für das Seelenheil. So erhielt das Stift Zuwendungen wohlhabender Bürger in Form von Ländereien, Zinsen oder Naturalien (Kleidung, Nahrung, Wein und Bier, Holz, Öl, Wachs usw.). Im Gegenzug für die teilweise erheblichen Schenkungen wurden in der St.-Remberti-Kirche Gebete, Bittgesänge oder Seelenmessen für die Spender gehalten. Darüber hinaus zogen regelmäßig Mägde des Stifts mit einem sogenannten „Glockenwagen“ durch die Stadt, um Almosen zu sammeln. Eine Aufstellung der beiden Stiftvorsteher Bürgermeister Johann von der Trupe und Marten Baller aus dem Jahr 1512 zeigt, dass das Stift über beachtlichen Besitz an Grundstücken in Bremen, den Vorstädten und dem weiteren Umland verfügte, neben einem Geldvermögen von 2270 Bremer Mark.
1511 legten von der Trupe und Baller mit dem Sunte Remberte Gasthuses Stiftbook auch das erste überlieferte Satzungswerk für das Stift an, von dessen Statuten einige bis in das 19. Jahrhundert hinein gültig blieben, z. B. Paragraph Nr. 1 (auf Plattdeutsch):
„To deme ersten, we dar kumpt vor enen Provener, de brynget myt sick al syn Gudt und bruket des syneme Levedaghe unde theret dar aff na Redlichkeit, unde na synme Dode so kumpt to Nuttichheit des vorscreven Huses, wes das blyfft baven syne bigrafft.“
(„Zu dem ersten, wer da kommt als Prövener, der bringt mit sich all sein Gut, und gebraucht dies seine Lebtage, und zehrt davon nach Billigkeit, und nach seinem Tode kommt zur Verfügung des vorgenannten Hauses, was nach Abzug der Begräbniskosten bleibt.“)
Während im 14. und 15. Jahrhundert ausschließlich Lepra-Kranke aufgenommen wurden, beherbergte das Stift mit dem langsamen Rückgang der Zahl der Lepra-Patienten zunehmend auch andere Kranke. Mit der Umwandlung des ehemaligen St.-Johannis-Klosters in ein städtisches Krankenhaus im Jahr 1531 zogen dann auch vermehrt gesunde (alte) Personen in das Stift, die sich im Unterschied zu den Kranken und Invaliden „einkaufen“ mussten. Damit begann der Wandel St. Rembertis vom Hospital zum Altenheim mit Pröven.

### Stift während und nach der Reformation
Mit der Durchsetzung der Reformation in Bremen ab 1522 kam es im St.-Remberti-Stift zu verschiedenen tief greifenden Veränderungen. Während des Schmalkaldischen Kriegs rückten 1547 kaiserliche Truppen auf Bremen zu. Um ein freies Schussfeld von den Stadtbefestigungen aus zu erhalten und um dem Gegner keine Deckung zu bieten, wurden Anfang März 1547 alle Gebäude in der Rembertivorstadt abgerissen, inklusive der Stiftsbauten und der Kirche. Als sich die kaiserlichen Truppen nach zwei vergeblichen Belagerungen Bremens schließlich zurückziehen mussten und in der Schlacht bei Drakenburg besiegt wurden, konnte das Stift dank seines Grundeigentums und Vermögens zügig den Wiederaufbau einleiten. Es wurden zunächst etwa zehn kleine Häuser errichtet, die sich um einen Wirtschaftshof gruppierten.
Die Ausrichtung des Stifts wandelte sich nun vollständig von der Pflege Kranker – die in den inzwischen bestehenden Krankenhäusern versorgt wurden – hin zur Betreuung alter und bedürftiger Menschen. Mit dem Ende des „Ablasshandels“ und der damit verbundenen Schenkungen für das Seelenheil im reformierten Bremen brach eine der bis dahin wesentlichen Einnahmequellen des Stifts weg. Im Gegenzug ging mit dem Protestantismus eine Stärkung des christlichen Bekenntnisses zur Wohltätigkeit um ihrer selbst willen einher.
1596 wurde die St.-Remberti-Gemeinde gegründet und als Ersatz für die zerstörte Stiftskirche eine Pfarrkirche für die gewachsene Rembertivorstadt errichtet, in der sich zahlreiche Kleinbauern und -händler, sogenannte Höker, angesiedelt hatten. Es handelte sich um den ersten bremischen Kirchenbau nach der Reformation. Er war sehr schlicht gehalten und bestand aus einem Langhaus in Fachwerk mit Dachreiter. Im Inneren waren keinerlei Bilder angebracht und keine Verzierungen außer dem Bremer Wappen und den Wappen der Vorsteher. Der Bau wurde am 7. Oktober 1596 eingeweiht. Zum neu gegründete Kirchspiel St. Remberti gehörten fortan neben der stadtbremischen Pagenthorner Bauerschaft auch die bischöflichen Dörfer Schwachhausen und Hastedt. Ebenfalls im Jahr 1596 wurde der Gemeinde eine Schule angegliedert, die Remberti-Schule, die bis 1970 Bestand hatte.
Das St.-Remberti-Stift und die Gemeinde wurden von den theologischen Auseinandersetzungen zwischen Reformierten und Lutheranern betroffen, zumal sich im Stadtstaat die Lehre Calvins durchsetzte, im Erzstift Bremen die Luthers. Von 1596 bis 1831 (also bis nach dem Anschluss von Hastedt und Schwachhausen an Bremen) gab es nur reformierte Prediger, anschließend auf Verordnung des Rats je einen Reformierten und einen Lutheraner gleichzeitig. Mit der bremischen Kirchenordnung von 1596 kamen Diakone als ehrenamtliche Mitarbeiter in die Rembertigemeinde – zunächst zwei, später sechs (je 4 reformierte und 2 lutherische).
War die Unterkunft im Stift ursprünglich kostenlos und der Einkauf in das Stift freiwillig, wurde er ab dem 17. Jahrhundert zur Regel. Für das lebenslange Wohnrecht mussten Ende des 16. Jahrhunderts 200 Mark gezahlt werden, für die lebenslange Verpflegung mit Nahrungsmitteln und Brennmaterial zusätzliche 30 Mark. Minderbemittelte konnten sich für den halben Betrag einen Pröven mit einem weiteren Bewohner teilen. Trotz der relativ hohen Beträge war die Nachfrage nach Plätzen im Stift so groß, dass es bald Wartelisten gab.
Geprägt von der calvinistischen Arbeitsethik, die eine sparsame Lebensführung mit erfolgreichem Wirtschaften verband, vermehrte sich das Vermögen des Stifts im Laufe der Jahre beständig. Gemäß der Aufstellung von Hermann Wachmann betrugen die Einnahmen aus Darlehen, Meierzinsen, Hausmieten, Sammlungen und anderen Einkünften im Jahr 1636 exakt 594 Mark und 24 Grote und stiegen stetig weiter:
- 1668–1677: im Schnitt 954 Taler
- 1723: 1883 Taler
- 1760–1800: im Schnitt 2740 Taler[10]

Das Stift konnte somit aus eigenen Mitteln geführt werden – der Rat und Bürger (vor allem Kaufleute) liehen sich sogar Geld bei St. Remberti. 1677 verfügte das Stift so über Schuldverschreibungen und Handfesten von etwa 100 Personen. Zuzüglich der Werte seiner Grundstücke war das Stift im 17. und 18. Jahrhundert eine der wohlhabendsten Einrichtungen Bremens. Da die Kontrolle der Vermögenswerte bisweilen lückenhaft war, kam es im 18. Jahrhundert allerdings zu einigen Fällen von Unterschlagung.

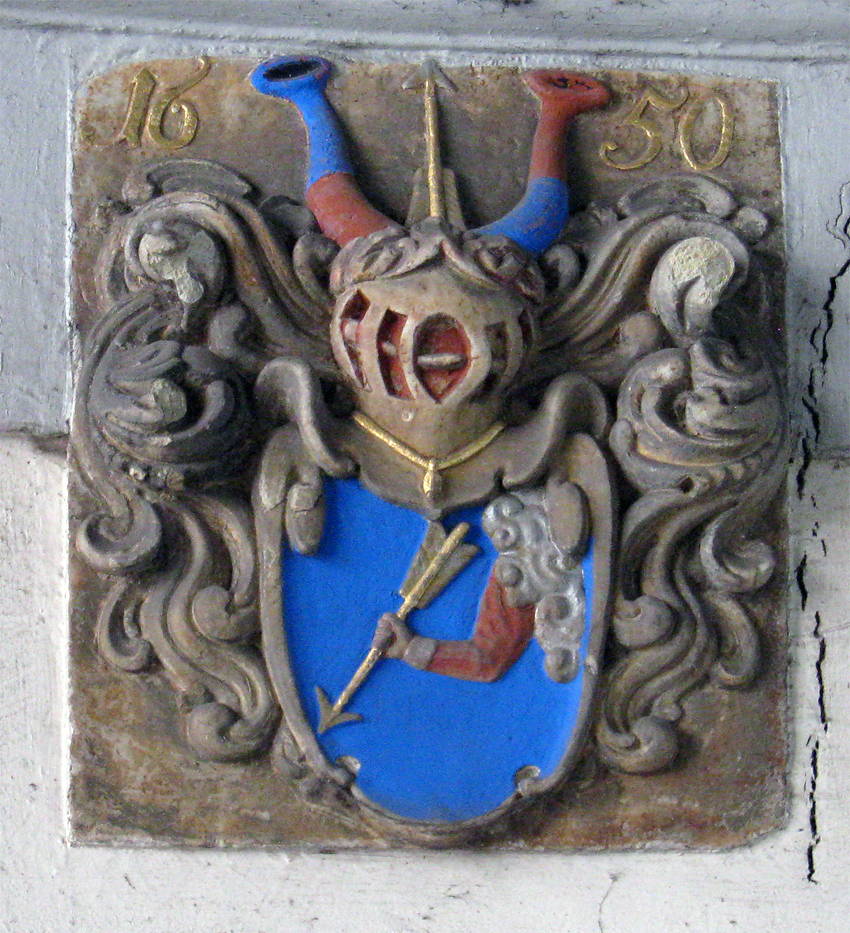
Wappen von Heinrich von Aschen
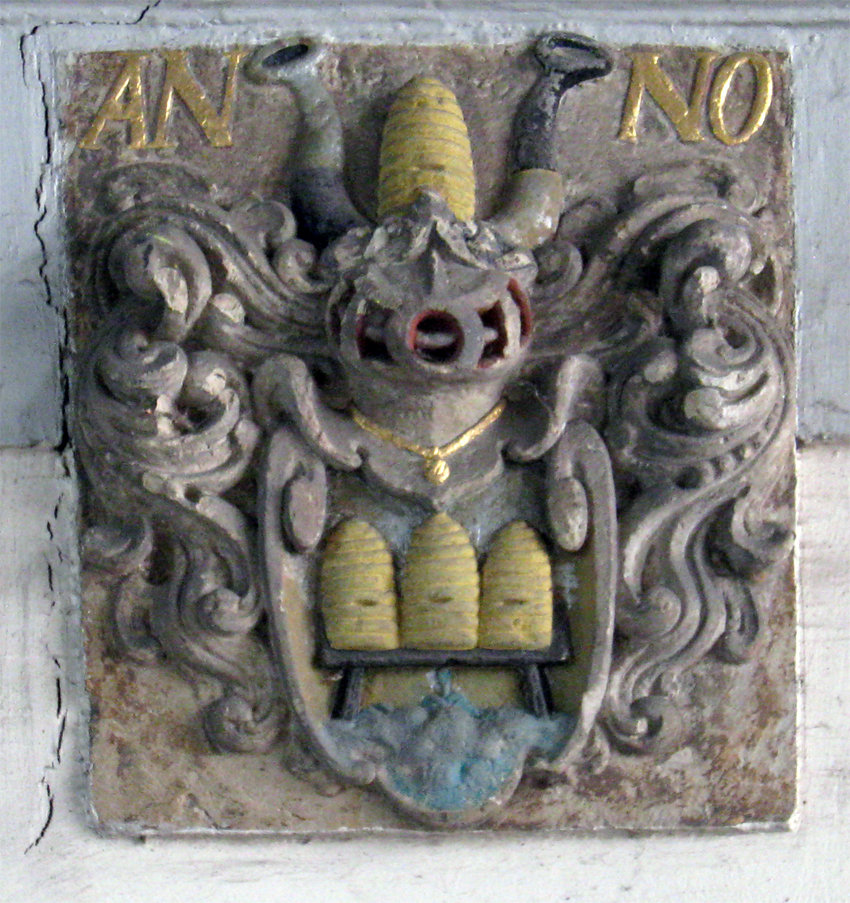
Wappen von Hermann Wachmann

Während des Dreißigjährigen Kriegs blieb Bremen zwar von größeren Zerstörungen verschont, die Vorstädte und Dörfer außerhalb der im 17. Jahrhundert massiv verstärkten Stadtbefestigungen waren jedoch in einer schwierigen Lage. Es kam zu Plünderungen, Requirierungen und Einquartierungen durch verschiedene Truppenverbände. Die nach dem Schmalkaldischen Krieg errichteten Gebäude waren daher nach dem Dreißigjährigen Krieg in schlechtem Zustand und mussten nach und nach erneuert werden. Zudem brauchte das Stift zusätzlichen Wohnraum, um der steigenden Nachfrage gerecht werden zu können. Aus den 1643 bestehenden 24 ½ Präbende wurden so bis 1671 30 ½ plus Wohnungen für die Stiftgeistlichen, den Lehrer der Remberti-Schule und den Stiftvogt. Von der Erweiterung zeugen noch heute die am Zugang zum Stift erhaltenen Wappen der beiden Vorsteher Heinrich von Aschen und Hermann Wachmann mit der Inschrift ANNO 1650.
Auch in der Folge kam es zu Vorfällen, die das Bestehen des Stifts erschwerten. So wurden 1688 einige Häuser des Stifts durch Brandstiftung zerstört und 1700 die Armenkasse von St. Remberti gestohlen. Im Siebenjährigen Krieg wurde das Stift gleich viermal besetzt und als Quartier und Hilfslazarett genutzt (1757 und 1758 durch französische Truppen und 1758 und 1761 durch englische Truppen).
Dennoch war das St.-Remberti-Stift so wohlhabend, dass es im Auftrag des Rats andere Einrichtungen unterstützen konnte: ab 1690 mit jährlich 100 Reichstalern das Armen- und Krankenhaus in der Neustadt und ab 1701 mit jährlich 75 Reichstalern die Michaelskirche in Utbremen.
Bis zum 19. Jahrhundert versorgte sich das Stift durch seine Meierhöfe mit Lebensmitteln. Die Meier waren verpflichtet, festgelegte Mengen Getreide, Bohnen, Butter, Eier usw. zu liefern. Die Naturalienlieferungen wurden im Laufe der Zeit aber in Geldleistungen umgewandelt, um die Probleme der Anlieferung, der Vorratshaltung und -planung zu verringern.

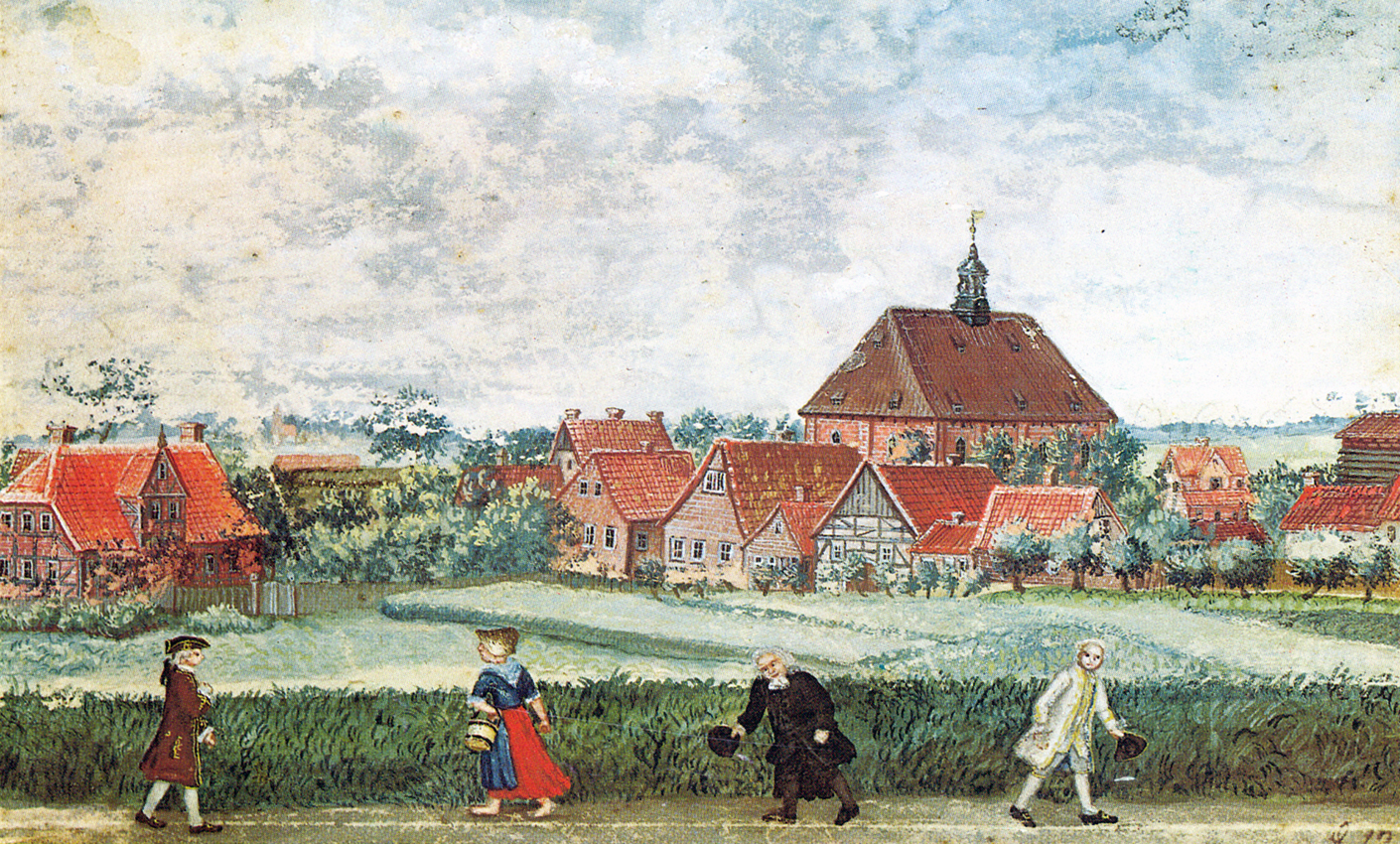
Die St.-Remberti-Kirche von 1738 in einem Aquarell von Sophia Carlotta Ringen (um 1780)

Die alte Fachwerk-Kirche von 1596 war im 18. Jahrhundert baufällig geworden. 1736 wurde ein Neubau vom Rat genehmigt, der am 21. September 1738 eingeweiht wurde. Die neue Kirche war in Backstein als Saalkirche nach dem Vorbild der St.-Pauli-Kirche in der Neustadt für 14.230 Reichstaler errichtet worden. Die Längsseite des Baus wurde durch Pilaster in vier Fensterfelder und an der Schmalseite in zwei Fensterfelder gegliedert. Abgeschlossen war die Kirche durch ein Walmdach mit Dachreiter und einer Laterne für die Glocke, gekrönt von einer Turmkugel mit Windfahne.
1781 bestand das Stift aus der Kirche, den Prediger- und Schulmeisterhäusern, einem „Herrenzimmer“ für Versammlungen und die Sitzungen der Vorsteher, einem großen Lagerhaus und 25 kleinen Häusern mit je zwei bis drei Stuben, Kammer, Küche und Boden.

### Stift im 19. Jahrhundert
Während der Franzosenzeit Anfang des 18. Jahrhunderts kam es zu weiteren Veränderungen im Stift durch die Abschaffung des Meierrechts. Nach einem ersten Dekret der napoleonischen Verwaltung wurde in einer entsprechenden Verordnung in der demokratischen Verfassung der Freien Hansestadt Bremen vom 5. April 1849 bestimmt, dass alle gutsherrlichen und ähnlichen Grundlasten ablösbar seien, das heißt, dass der Meier das Eigentumsrecht an seinem Meierbesitz von seinem Grundherrn erwerben konnte. Dieses Recht blieb auch in der konservativen Verfassung von 1854 erhalten. So musste das Stift in der Folge seine Meierhöfe nach und nach abgeben. Unter anderem hatte Johann Smidt für sein Wohnhaus an der Contrescarpe 1805 ein bis zur Kohlhökerstraße gehendes Grundstück mit Meierrechten des Stifts erworben, das er 1842 durch Zahlung von 281 Mark ablöste. Ende des 19. Jahrhunderts waren schließlich alle Meierhöfe des Stifts aufgehoben.
1841 wurde die Kirchengemeinde durch Beschluss des Rats und der Bürgerschaft vom Stift getrennt, um den unterschiedlichen Aufgaben beider Organisationen besser Rechnung tragen zu können. 1854 wurde die Verwaltung des Stifts auf Beschluss des Senats einer neu gebildeten Kommission übergeben, der sechs Administratoren angehörten. Sie war neben dem St.-Remberti-Stift auch mit der Aufsicht des St.-Catharinen-Stifts und des St.-Ilsabeen-Stifts betraut.
In den 1840er Jahren wurde eine Erneuerung und Erweiterung der Anlage beschlossen, da die alten Bauten nicht mehr den Anforderungen entsprachen und die Nachfrage weiter zunahm; zudem verfügte das Stift durch die Ablösung der Meierhöfe ab Mitte des 19. Jahrhunderts über ausreichend Kapital. 1843 bis 1870 wurden von den Baumeistern Diedrich Christian Rutenberg, Diedrich Seekamp und Johann Bellstedt nach und nach Neubauten im klassizistischen Stil errichtet. Die Anlage bestand nun aus einem U-förmigen Karree, das im Westen von der Rembertistraße, im Süden vom Rembertikirchhof und im Osten von der Hoppenbank begrenzt wurde. Nach Norden hin verteilten sich die Gebäude des Stifts locker zwischen Adlerstraße, Mendestraße und dem Dobben. Der Stiftshof im Inneren des Areals war durch zwei Tordurchgänge mit der Rembertistraße und dem Rembertikirchhof verbunden. Die Häuser waren zwischen 8,50 und 9,50 Meter hoch, circa 5 Meter breit und 6,50 Meter tief und hatten ihre Eingänge zum Hof. Die „Torhäuser“ waren etwa 1 Meter höher.
1868 wurde auch die 130 Jahre alte Rembertikirche abgerissen und 1869 bis 1871 von Heinrich Müller durch einen Bau im neugotischen Stil ersetzt. Zwischen 1876 und 1878 entstand zusätzlich ein Gebäude im Stiftshof, errichtet von Heinrich Flügel: ein zweigeschossiges, 12,50 Meter hohes Mittelgebäude – „Schloss“ genannt – mit zwei Seitentrakten. 1878 bestand das Stift somit aus 45 Häusern mit insgesamt 105 Wohnungen. Diese in massiver Bauweise errichteten Gebäude sind größtenteils noch heute erhalten.
Die Anzahl der Bewohner des Stifts stieg dank der Vergrößerung der Anlage weiter an: 1825 hatte die Einrichtung nur 28 Bewohner, 1850 waren es bereits 55. Die Zusammensetzung der Bewohner änderte sich um die Jahrhundertwende ebenfalls: 1825 waren 54 % der Bewohnerinnen Witwen und 14 % unverheiratete Frauen, nun kamen vermehrt auch berufstätige Frauen – vor allem Lehrerinnen – in das Stift. Der Anteil der Männer war mit nur 5 % sehr gering – heute liegt er bei zirka 10 %. Die Prövener kamen zum Großteil aus bescheidenen, aber finanziell halbwegs gesicherten Verhältnissen. Das Mindesteintrittsalter betrug 40 Jahre. Zu den bekannten Bewohnerinnen des Stifts Ende des 19. Jahrhunderts gehörte die Frauenrechtlerin und Schriftstellerin Marie Mindermann, die von 1856 bis 1882 in St. Remberti lebte.

### Stift ab dem 20. Jahrhundert
1906 bis 1907 wurde die Anlage noch einmal um das etwas abseits Am Dobben stehende dreigeschossige „Kaiserhaus“ erweitert. Das Gebäude mit einer Breite von 21,30 Metern, einer Tiefe von 11,50 Metern und einer Höhe von 12,15 Metern kostete 141.000 Mark. Gebaut wurde es von Eduard Gildemeister und Wilhelm Sunkel. Das entsprechende Grundstück gehörte ursprünglich zum Wirtschaftshof des Stifts. Auf dem benachbarten Grundstück an der Rembertistraße, auf dem später das große Remberti-Kontorhaus errichtet wurde, stand noch bis 1908 der dazugehörige alte Bauernhof der Familie Krudup. Die komplette bauliche Erneuerung des Stifts wurde mit der Installation von elektrischem Licht in den 1910er Jahren abgeschlossen.
Die wirtschaftliche Lage des Stifts war Anfang des 20. Jahrhunderts sehr gut. Während des Ersten Weltkriegs und der Weltwirtschaftskrise der späten 1920er bis frühen 1930er Jahre wurde das Vermögen des Stifts stark vermindert. Auch viele der Prövener waren in jener Zeit von Armut bedroht und auf Lebensmittelzuwendungen der Not- und Altenhilfe der Stadt angewiesen.
Im Zweiten Weltkrieg wurden bei Bombenangriffen 9 Häuser des Stifts erheblich und 3 teilweise beschädigt. Im Juni 1942 brannte die benachbarte Rembertikirche nach einem Treffer vollständig aus, die Ruine musste gesprengt werden. Im Mai 1944 wurde die rechtsfähige Stiftung des St.-Remberti-Stifts auf eigenen Wunsch aufgehoben und die Einrichtung der Stadt unterstellt. Das Vermögen wurde unter Aufrechterhaltung des bisherigen Zwecks als Sondervermögen des Senats geführt. Vermutete Gründe für diesen Schritt waren die absehbaren finanziellen Schwierigkeiten bei einem Wiederaufbau und die befürchtete Übernahme der selbständigen Einrichtung durch die Nationalsozialistische Volkswohlfahrt. Gegen Ende des Kriegs wurden zahlreiche ausgebombte Familien im Stift untergebracht, zeitweisen kamen zu den 90 Prövenern bis zu 164 einquartierte Personen.
Noch während des Kriegs wurde mit dem Wiederaufbau der beschädigten und ausgebrannten Gebäude auf dem Stiftgelände begonnen, so dass die Anlage Ende der 1940er Jahre in wesentlichen Teilen wieder hergestellt war. Nach Beseitigung der Schäden waren die finanziellen Mittel des Stifts aufgebraucht. 1952 betrug das Einkaufsgeld 2700 DM für Prövener bis 50 Jahre, bei höherem Eintrittsalter 1500 DM. Die bisherige Regelung deckte aber langfristig nicht mehr den Finanzbedarf der Einrichtung und führte je nach Lebenszeit der Bewohner zu ungerechten Kostenverteilungen. Trotz Zuschüssen der Stadt war die wirtschaftliche Lage der Einrichtung kritisch. Der Versuch, rückwirkend die Prövenverträge um eine Nutzungsentschädigung zu ergänzen, um zusätzliches Mittel einnehmen zu können, scheiterte. Um Abhilfe zu schaffen, wurde 1956 schließlich das fast 400 Jahre alte Prinzip des Einkaufens in das Stift aufgegeben und in ein monatliches Nutzungsentgelt (ähnlicher einer Miete) umgewandelt.
In den 1960er Jahren wurde das Rembertiquartier durch großräumige Infrastrukturprojekte stark beeinträchtigt. Die zerstörte Rembertikirche wurde nicht wieder an ihrem alten Standort aufgebaut, sondern an die Schwachhauser Heerstraße verlegt, um Platz für den Verkehrsknoten des Rembertikreisels und die geplante (aber nicht realisierte) „Mozarttrasse“ zu schaffen.

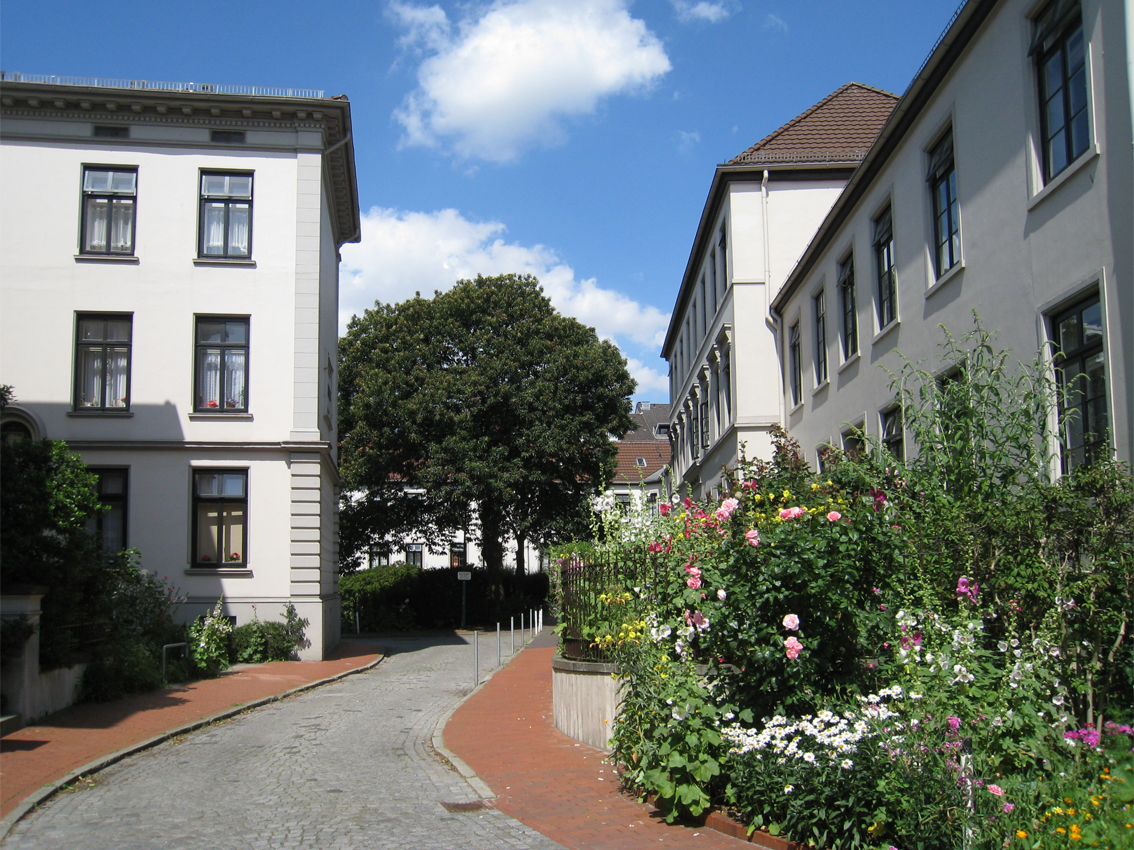
Blick in den Hof des St.-Remberti-Stifts (2011)

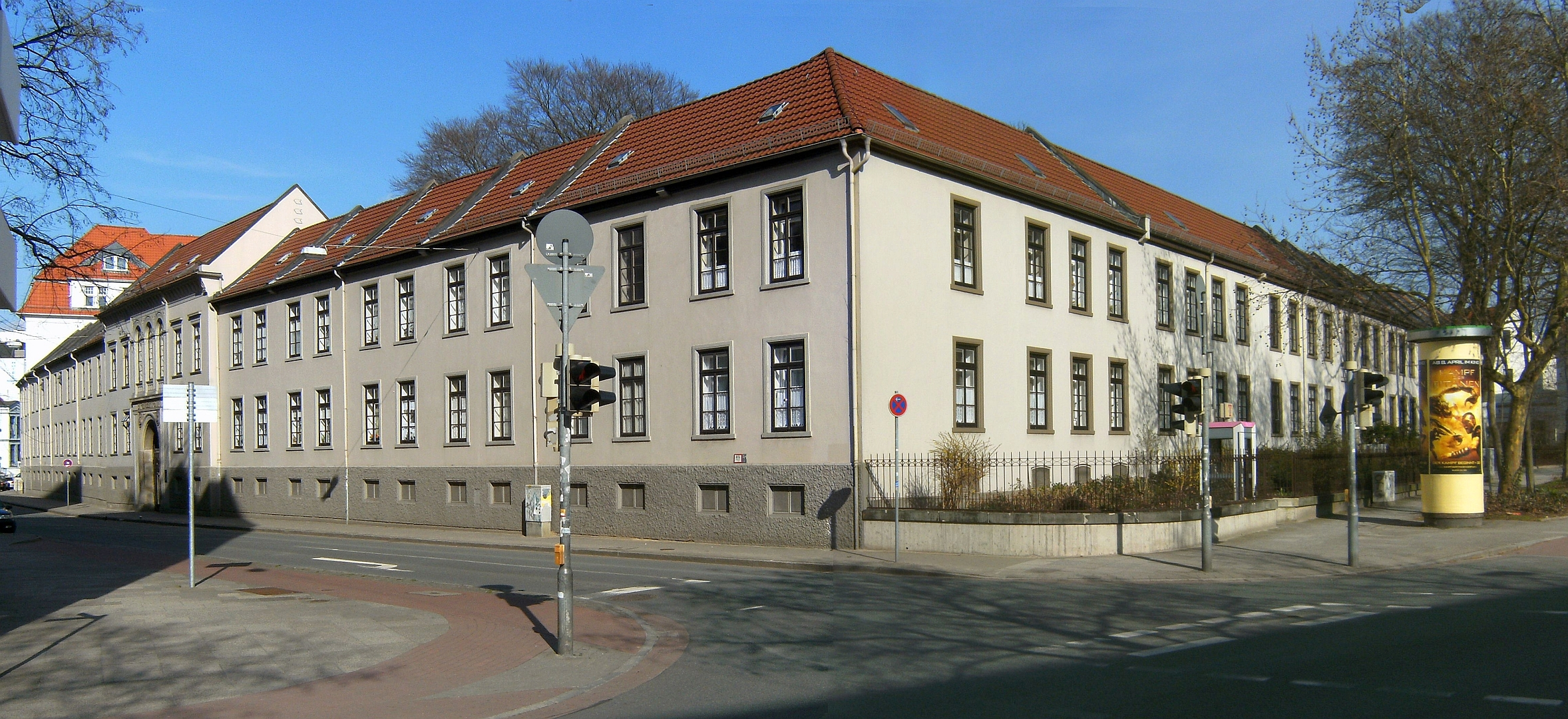
St.-Remberti-Stift Rembertistraße Ecke Rembertikirchhof, heute Rembertiring (2011)

Unter der Leitung von Bürgermeisterin und Senatorin Annemarie Mevissen wurden 1971 die selbständige St.-Remberti-Stiftung wieder hergestellt und 1973 die Gebäude des Stifts unter Denkmalschutz gestellt. Von 1977 und 1986 erfolgte eine vollständige Sanierung der gesamten Wohnanlagen für 11 Mio. DM nach Plänen des Architekten Wilfried Turk. Abgeschlossen wurde die Erneuerung des Areals mit dem Neubau des Stadtteilhauses St. Remberti, eines Alten- und Pflegeheims auf dem Stiftgelände, hierfür wurden zwischen Adlerstraße und Hoppenbank einige ältere Wohnhäuser wie das „Muselius-Haus“ abgerissen.
Das St.-Remberti-Stift verfügt heute über ca. 100 Wohnungen unterschiedlicher Größe – von 1 ½ bis 4 Zimmern, mit 35 bis 80 m² Fläche. Hinzu kommen 39 Ein- und 18 Zwei-Raum-Wohnappartements im Stadtteilhaus, das von der Bremer Heimstiftung betrieben wird.